# Ők sem voltak szentek
Az Ők sem voltak szentek egy 2005-ös kanadai filmdráma Sophia Loren és Kris Kristofferson főszereplésével.

## Cselekmény
|  | Alább a cselekmény részletei következnek! |

Vittorio Innocente édesapja, Mario eredetileg Amerikába akart menni, mégis Kanadába emigrált, hogy új életet kezdjen és elég pénzt szedjen össze ahhoz, hogy családját is maga mellett tudja.  A kis Vittorio nem érti, hogy a szomszédok miért nem kedvelik az édesanyját, de sejti, hogy közel lehet ahhoz az emberhez, akivel az istállóban volt aznap, amikor megmarta egy kígyó. Később kiderül, hogy valójában Cristina függetlensége és babonaellenessége az, ami ellenszenvessé teszi őt ebben a világháború utáni olasz kisvárosban.
A kis Vittorio tanáránál, Tereza néninél keres menedéket, aki a többi szomszéddal ellentétben kedveli és foglalkozik vele. Tereza néni elrejti Cristinát, amikor már látható jelei vannak, hogy teherbe esett az istállóban lévő férfitől. Közben Vittoriót tanítgatja és odaadja neki A szentek élete című könyvet, amelyből minden nap el kell olvasnia egy fejezetet.
A helyzet annyira elmérgesedik, hogy Cristina úgy dönt, hogy fiával elmegy Kanadába férje, Mario után. A hajóút során Cristina megszüli lányát, Ritát, de belehal a szülésbe.
Vittorio és kistestvére, Rita Kanadába érve az apjánál marad. Mario nincs jóban Ritával, így engedélyezi, hogy a lányt osztálytársának szülei örökbe fogadják. A két testvér egymástól külön nő fel. Időközben Olaszországból megérkezik Tereza néni, hogy gondját viselje a gyerekeknek. Miután Rita és Vito már felnőtt az apjuk öngyilkos lesz, de eredetileg Ritát akarta megölni. Tereza néni szemtanúja lesz az öngyilkosságnak. Mint később kiderül a végrendeletben Mario fiára hagy mindent, de kötelezi, hogy biztosítson jólétet Ritának. A bonyodalmak akkor kezdődnek el, amikor kiderül, hogy Tereza néni ismeri Rita valódi apját. Aki egy Festő, bizonyos Matt. Rita megkeresi a férfit, de szembesülnie kell vele, hogy az nem mondta el létezését jelenlegi családjának. Rita magából kikelve haza indul. össze van zavarodva és követeli bátyjától, hogy bizonyítsa iránta szeretetét. A két fiatal nem gondolkodik tiszta fejjel és összegabalyodnak...
Vito reggel felébredve rájön, mit is tett, így elmenekül. Olaszországba a régi családi birtokra. Közben Ritát felkeresi igazi apja. És felajánlja neki, hogy magával viszi Rómába ezzel is próbálva helyrehozni az elmulasztott időt. Találkoznak Vito-val, aki elhatározza, hogy megöli Rita apját, Matt-et. Elcsalja a pajtába, ahol annak idején Cristinát elcsábította a férfi. A fegyver csövével Tereza néni jön szembe aki elmondja az igazat. Hogy Ő Vito igazi édesanyja. Ő szülte Vitot. Miután megerőszakolták. Mario és Cristina megszánta és titokban sajátjukként nevelték Vito-t. 
Ám ezt a fiú nem képes elfogadni. Autóba ül és balesetet szenved. A kórházban felébredve megpillantja maga mellett Tereza nénit és hirtelen mindent elfogad... 
10  évvel később...
A történet úgy fejeződik be, hogy Vito, Katty (a felesége), Kisfia Mario, Rita, Bácsikája, annak felesége és Tereza néni az asztalnál ülnek. Szóval  minden boldog. Tereza unokájaként szereti Vito kisfiát, aki úgy is tekint rá. Azonban Terezán és Vito-n kívül senki sem tud Tereza titkáról.

## Szereplők
| Színész            | Szerep             |
| ------------------ | ------------------ |
| Sophia Loren       | Teresa Innocente   |
| Kris Kristofferson | Matthew Bok        |
| Fab Filippo        | Vittorio Innocente |
| Jessica Paré       | Rita Amherst       |
| Sabrina Ferilli    | Cristina Innocente |
| Nick Mancuso       | Mario Innocente    |
| Michael A. Miranda | Alfredo Innocente  |
| Flavio Pacilli     | A fiatal Vittorio  |

## Külső hivatkozások
- Ők sem voltak szentek a PORT.hu-n (magyarul)
- Ők sem voltak szentek az Internet Movie Database oldalon (angolul)